# ジャン＝ピエール・パパン
ジャン＝ピエール・パパン（Jean-Pierre Papin、1963年11月5日 - ）は、フランス、ブローニュ＝シュル＝メール出身の元同国代表サッカー選手、サッカー指導者。ポジションはFW（センターフォワード）。フランス史上最高のストライカーの一人であり、フランスリーグ5年連続得点王に輝くと共に、チャンピオンズカップでも1989-90シーズンから3期連続得点王となった。1991年度にはバロンドールを受賞した。

## クラブ経歴
地元の2部クラブ・ヴァランシエンヌFCに入団し、1985-86シーズンにクラブ・ブルッヘへ移籍すると、UEFAカップのボアヴィスタ戦でハットトリックを達成するなど、すぐさま活躍を見せ、ベルギーカップ優勝に貢献し、自身もリーグの得点王を獲得。年間トータルでは43試合で32ゴールを挙げた。

### マルセイユ
1986-87シーズン、ASモナコへの移籍がほぼ決まっていたが、ベルナール・タピ会長の存在により、オリンピック・マルセイユへ移籍、1987-88シーズンから5年連続で得点王に輝くとともに、リーグでは4連覇を達成。チャンピオンズカップでも3年連続得点王となり、1990-91シーズンにはチームを初のチャンピオンズカップ決勝に導いた。マルセイユではトータル184ゴールを挙げた。
1986-87シーズン、開幕戦のASモナコ戦で２ゴールを決めるデビューを飾る。
1988-89シーズン、クープドゥフランス決勝、ASモナコ戦でハットトリックを決め、優勝に貢献。
1989-90シーズン、8月30日のソショー戦で4ゴールを決めると、12月3日のトゥールーズ戦、3月7日のトゥーロン戦、3月31日のリール戦と、シーズン中4度のハットトリックを達成するなどリーグ得点王を獲得、チャンピオンズカップでも得点王を獲得した。
1990-91シーズン、1月13日のリヨン戦で4ゴール、4月13日のナンシー戦でハットトリックを達成するなど、リーグ得点王を獲得、9月19日のチャンピオンズカップ、KSディナモ・ティラナとの対戦でもハットトリックを達成、チャンピオンズカップの決勝で延長PK戦の末レッドスター・ベオグラードに敗れ準優勝に終わるも、チームを初のチャンピオンズカップ決勝に導き、同大会で2年連続得点王となった。
1991-92シーズン、12月14日のレンヌ戦でハットトリックを達成するなど、5年連続リーグ得点王を獲得しリーグ4連覇に大きく寄与した。1991年、9月18日のチャンピオンズカップ、ルクセンブルクとの対戦でもハットトリックを達成 、チャンピオンズカップでも3年連続得点王となった。1991年12月にはFIFA選出の最優秀選手に選ばれ、バロンドールを受賞した。

### ACミラン
1992年から当時の世界最高額でACミランに移籍、ヨーロッパ最優秀選手同士のファンバステンとのツートップは相手DFに驚異となり、世界最強になるのではと、あらゆるメディアで取り上げられた。しかしファンバステンが故障の為、数試合しかパートナーを組めず、コンビネーションを確立するに至らなかった。1992-93シーズン当初はオランダトリオの存在も有り出番は限られたが、チャンピオンズカップ１次リーグのオリンピア戦で移籍後公式戦初ゴール、第6節のラツィオ戦でセリエA初ゴールを記録、第7節のパルマ戦でも2試合連続となるゴールを決めた。ファンバステンとのツートップではアシスト的な役回りであったが、怪我でファンバステンが離脱すると以降翌年まで最大の得点源として、18節から21節のサンプドリア戦までコッパ・イタリアのインテル戦を含め、5試合連続ゴールを決め、23節のラツィオ戦ではキーパーが一歩も動けないロングシュートを決めるなど、リーグ戦では21試合と限られた出番ではあったが、ファンバステンと並びチーム最多の13ゴールを決め、リーグ優勝に貢献、シーズン合計では34試合で20ゴールを挙げた。。チャンピオンズカップでも決勝進出に貢献したが、前シーズンまで所属していたマルセイユに0-1と敗れ、優勝は出来なかった。
1993-94シーズン、序盤こそレギュラークラスの扱いであったが、怪我での離脱、シーズン途中にデサイーの加入もあり、外国人枠の影響で出場は限られたが、2シーズン連続のリーグ優勝を果たした。セリエAでは第4節のアタランタ、第5節のASローマ、第6節のクレモネーゼ戦まで3試合連続ゴールを決めると、第11節のインテルとのミラノダービーではパヌッチのクロスから決勝ゴールを決めた。カップ戦では、トヨタカップでのサンパウロFCとの対戦では2-2とする同点ゴール、UEFAスーパーカップのパルマ戦、1stレグでは決勝ゴールを決める活躍をした。UEFAチャンピオンズリーグではミランは優勝を成し遂げたが、予選などでは活躍するも、決勝では外国人枠の影響によりベンチ外となった。

### バイエルン
レアルマドリード、プレミアリーグのトッテナム・ホットスパーなどへの移籍の話しが有ったが、1994-95シーズンからはドイツ・ブンデスリーガ・バイエルン・ミュンヘンに移籍、マルセイユ時代に監督として指導し、パパンをよく知るフランツ・ベッケンバウアーが会長を務めていたこともあり、ゴールの量産を期待された。1994年11月12日シャルケ戦で移籍後初ゴールを決め、チャンピオンズリーグではチームが敗退の危機に瀕していた中、ディナモ・キエフ戦で単独で相手DF陣を抜き去っての2ゴールを決めて、チームを救う活躍を見せ、準決勝に進出したチームの立役者となるが、膝の悪化による度重なる離脱と、それに伴う不調により、リーグ戦では途中出場などで2シーズンで僅か27試合3ゴールに終わった。1995-96シーズンには決勝でFCジロンダン・ボルドーを破り、UEFAカップ優勝を果たした。チームは残留を望み、長時間の話し合いをするも、本人のたっての希望で移籍することとなった。1994年12月にはASローマ対世界選抜の試合に出場、三浦知良とツートップを組んだ。

### ボルドー
1996-97シーズン、FCジロンダン・ボルドーと移籍、かつてのキレを取り戻し、代表に戻すべきとの声があがった。8月16日、2節のFCメス戦で移籍後初ゴールを決め、18節のパリサンジェルマン戦では2得点、36節のパリサンジェルマンでもゴールを決めるなど、リーグ戦ではトータル16ゴールを決めた。
1997-98シーズンはシルヴァン・ヴィルトールなどの活躍も有り、出場が減ったが、リーグ戦やカップ戦で合計14ゴールを決めた。クープ・ドゥ・フランス、ファーストラウンドのオーベルヴィリエ戦ではハットトリックを決めた。クープ・ドゥ・ラ・リーグでは決勝までに4ゴールを決め、決勝に導く活躍、パリサンジェルマンとの決勝では途中出場、FKから同点ゴールを挙げ2-2とした、しかし延長PK戦ではPKを外し、PK戦2-4で敗れた。

### その後
1998年は当時2部のEAギャンガンに移籍したが、シーズン半ばに突然引退を表明、7節のアジャクシオ戦でのゴールは現役最後のゴールとなった1999年にマルセイユで、マルセイユのかつてのチームメイトであるクリス・ワドル、エリック・カントナ、モーゼル、バジール・ボリなどを集めたマルセイユOBチームや、現役フランス代表、三浦知良も含まれた世界選抜と引退試合を行い、プロサッカー選手としての生活に終止符を打った。
その後もアマチュア選手としてプレーを続け、JSサン＝ピエール (1999-2001) 、JSキャップ＝フェレ (2001-2004) の2チームに所属した。
マルセイユのサポーターが選ぶ20世紀最高のマルセイユのプレーヤーの投票で第1位に輝いた。（2位はチームメートのクリス・ワドル)
2011年にはACミラングロリエの一員として、仙台でのチャリティーマッチに出場した。

## 代表経歴
1986年2月26日の北アイルランド戦で代表デビューを果たし、同年のメキシコW杯に出場、グループリーグ初戦のカナダ戦でフル代表初ゴール、しかしその後2試合無得点に終わるとストピラにポジションを奪われ、決勝トーナメントに入ってからは起用されなかった。それでも3位決定戦のベルギー戦で得点を挙げ、3試合で2ゴールを決め、フランスの3位獲得に貢献した。以降フランスの中心選手の一人となった。
その後フランスは1988年の欧州選手権、1990年のイタリアW杯出場権を逃した。ユーロ1992予選ではトータル10ゴールを決め、本大会出場に貢献、本大会ではグループリーグ初戦のスウェーデン戦、第3戦のデンマーク戦でゴールを決めたが、パパンの得点に依存するチームとなり、グループリーグで敗退した。アメリカW杯予選では、最終節のブルガリア戦では引き分けでも出場権を獲得出来ることから出場は確実と見られていた。前半ヘディングでカントナのゴールをアシストしたが、試合終了間際に逆点ゴールを決められる、パリの悲劇でワールドカップ出場を逃した。
1994年12月13日のユーロ1996予選、アゼルバイジャン戦で代表最後のゴールを決め、1995年1月18日にオランダとの親善試合に出場したが、その後は怪我が多く、また若手へ切り替えと特定の選手に依存しないと言うエメ・ジャケ代表監督の考えから、ボルドー時代には活躍するも再び代表に呼ばれることはなかった。

## 指導歴
2004年からはCFA2（フランスリーグ5部に相当）で監督としてのキャリアをスタートし、2006年からリーグ・ドゥ（2部）所属のRCストラスブールの監督を務める。2006-07シーズンに1部昇格を果たした後、ストラスブールを退団した。2007-08シーズン途中からRCランスの監督に就任したが、チームの降格を防ぐことができずシーズン終了後に解任された。
2009年にフランス地域リーグのASファクトゥール・ビガノでアマチュアの選手として短期間だが現役復帰した。同年12月29日、LBシャトールーの監督に就任するが、シーズン終了後に解任された。
2020年フランス4部、ナシオナル2に属する、シャルトルの監督に就任した。

## プレースタイルなど
身長は180cmに満たないがヘディングでのゴールも多かった。ほとんどのゴールは少ないボールタッチ数のでのゴールで、DFの裏に抜け出し、相手をスピードでかわしシュートを決めるプレーを得意とし、またオーバーヘッドやジャンピングボレーなどのボレー系のシュートが得意で、パピナーダと異名を取っていた。また、FKから得点を奪うこともあった。
オリヴィエ・ジルーが幼少期に好きだった選手の一人で、映像を見てオーバーヘッドやジャンピングボレーなどを参考にしていたと話している。

## 写真集、自伝
- JPP Mes buts dans la vie　写真集
- Jean Pierre Papin Jean Ferrara　写真集
- Papin de Marseille　1992年　写真集
- Papin Franc jeu 1998年　自伝
- Papin Un reve  de gamin 1999年　絵本
- Jean Pierre Papin  le livre anniversaire plus DVD 2015年　DVD付き写真集

その他数冊の書籍が販売された。

## DVD
DVD=50 ANNI DI PALLONE D'ORO=ROSSI/PAPIN =N°9 イタリア版

## ビデオ
Jean Pierre Papin Mes Secrets pour marquer
Jean Pierre Papin Mes plus beaux buts
Le Jubile de Papin Om90 - OM99 Juipe de France-Selection Mundiale
ゴールマジックジャン・ピエール・パパン　日本発売版
ストライカーパパン　日本発売版

## 個人成績
| シーズン | クラブ           | リーグ         | 出場   | 得点   | 出場           | 得点           | 出場         | 得点         | 出場       | 得点       | 出場 | 得点 |
| フランス | フランス         | フランス       | リーグ | リーグ | フランスカップ | フランスカップ | リーグカップ | リーグカップ | ヨーロッパ | ヨーロッパ | 合計 | 合計 |
| -------- | ---------------- | -------------- | ------ | ------ | -------------- | -------------- | ------------ | ------------ | ---------- | ---------- | ---- | ---- |
| 1984-85  | ヴァランシエンヌ | リーグ2        | 33     | 15     | 2              | 1              | 0            | 0            | 0          | 0          | 35   | 16   |
| ベルギー | ベルギー         | ベルギー       | リーグ | リーグ | ベルギーカップ | ベルギーカップ | リーグカップ | リーグカップ | ヨーロッパ | ヨーロッパ | 合計 | 合計 |
| 1985-86  | ブルッヘ         | プルミエール   | 31     | 20     | 8              | 7              | 0            | 0            | 4          | 5          | 43   | 32   |
| フランス | フランス         | フランス       | リーグ | リーグ | フランスカップ | フランスカップ | リーグカップ | リーグカップ | ヨーロッパ | ヨーロッパ | 合計 | 合計 |
| 1986-87  | マルセイユ       | リーグアン     | 33     | 13     | 7              | 1              | 4            | 2            | 0          | 0          | 44   | 16   |
| 1987-88  | マルセイユ       | リーグアン     | 37     | 19     | 1              | 0              | 0            | 0            | 8          | 4          | 46   | 23   |
| 1988-89  | マルセイユ       | リーグアン     | 36     | 22     | 10             | 11             | 0            | 0            | 0          | 0          | 46   | 33   |
| 1989-90  | マルセイユ       | リーグアン     | 36     | 30     | 4              | 2              | 0            | 0            | 8          | 6          | 48   | 38   |
| 1990-91  | マルセイユ       | リーグアン     | 36     | 23     | 5              | 7              | 0            | 0            | 9          | 6          | 50   | 36   |
| 1991-92  | マルセイユ       | リーグアン     | 37     | 27     | 4              | 4              | 0            | 0            | 4          | 7          | 44   | 38   |
| イタリア | イタリア         | イタリア       | リーグ | リーグ | コパイタリア   | コパイタリア   | 無し         | 無し         | ヨーロッパ | ヨーロッパ | 合計 | 合計 |
| 1992-93  | ミラン           | セリエA        | 22     | 13     | 5              | 4              | 0            | 0            | 7          | 3          | 34   | 20   |
| 1993-94  | ミラン           | セリエA        | 18     | 5      | 2              | 0              | 0            | 0            | 9          | 6          | 29   | 11   |
| ドイツ   | ドイツ           | ドイツ         | リーグ | リーグ | ドイツカップ   | ドイツカップ   | 無し         | 無し         | ヨーロッパ | ヨーロッパ | 合計 | 合計 |
| 1994-95  | バイエルン       | ブンデスリーガ | 7      | 1      | 2              | 0              | 0            | 0            | 3          | 2          | 12   | 3    |
| 1995-96  | バイエルン       | ブンデスリーガ | 20     | 2      | 2              | 0              | 0            | 0            | 6          | 1          | 28   | 3    |
| フランス | フランス         | フランス       | リーグ | リーグ | フランスカップ | フランスカップ | リーグカップ | リーグカップ | ヨーロッパ | ヨーロッパ | 合計 | 合計 |
| 1996-97  | ボルドー         | リーグアン     | 32     | 16     | 4              | 1              | 4            | 0            | 0          | 0          | 36   | 17   |
| 1997-98  | ボルドー         | リーグアン     | 23     | 6      | 2              | 3              | 5            | 5            | 2          | 0          | 32   | 14   |
| 1998     | ギャンガン       | リーグ2        | 10     | 3      | 0              | 0              | 0            | 0            | 0          | 0          | 10   | 3    |
| 通算成績 | 通算成績         | 通算成績       | 411    | 215    | 58             | 41             | 13           | 7            | 60         | 40         | 542  | 303  |

| フランス代表 | フランス代表 | フランス代表 |
| 年           | 出場         | 得点         |
| ------------ | ------------ | ------------ |
| 1986         | 7            | 2            |
| 1987         | 5            | 0            |
| 1988         | 4            | 1            |
| 1989         | 6            | 3            |
| 1990         | 5            | 4            |
| 1991         | 5            | 7            |
| 1992         | 8            | 7            |
| 1993         | 7            | 3            |
| 1994         | 6            | 3            |
| 1995         | 1            | 0            |
| Total        | 54           | 30           |

### 代表でのゴール
| 1                             | 1986年6月1日   | エスタディオ・レオン, レオン                                   | カナダ           | 1–0          | 1986 FIFAワールドカップ                 |
| 2                             | 1986年6月28日  | エスタディオ・クアウテモック, プエブラ                         | ベルギー         | 4–2 (a.e.t.) | 1986 FIFAワールドカップ                 |
| 3                             | 1988年9月29日  | パルク・デ・プランス, パリ                                     | ノルウェー       | 1–0          | 1990 FIFAワールドカップ・ヨーロッパ予選 |
| 4                             | 1989年8月16日  | スウェドバンク・スタディオン, マルモ                           | スウェーデン     | 4–2          | 親善試合                                |
| 5                             | 1989年8月16日  | スウェドバンク・スタディオン, マルモ                           | スウェーデン     | 4–2          | 親善試合                                |
| 6                             | 1989年9月5日   | ウレヴォール・スタディオン, オスロ                             | ノルウェー       | 1–1          | 1990 FIFAワールドカップ・ヨーロッパ予選 |
| 7                             | 1990年2月28日  | スタッド・ドゥ・ラ・モッソン, モンペリエ                       | 西ドイツ         | 2–1          | 親善試合                                |
| 8                             | 1990年9月5日   | ラウガルタルスヴェルル, レイキャヴィーク                       | アイスランド     | 2–1          | UEFA EURO '92予選                       |
| 9                             | 1990年10月13日 | パルク・デ・プランス, パリ                                     | チェコスロバキア | 2–1          | UEFA EURO '92予選                       |
| 10                            | 1990年10月13日 | パルク・デ・プランス, パリ                                     | チェコスロバキア | 2–1          | UEFA EURO '92予選                       |
| 11                            | 1991年2月20日  | パルク・デ・プランス, パリ                                     | スペイン         | 3–1          | UEFA EURO '92予選                       |
| 12                            | 1991年3月30日  | パルク・デ・プランス, パリ                                     | アルバニア       | 5–0          | UEFA EURO '92予選                       |
| 13                            | 1991年3月30日  | パルク・デ・プランス, パリ                                     | アルバニア       | 5–0          | UEFA EURO '92予選                       |
| 14                            | 1991年8月14日  | ポズナン市立競技場, ポズナン                                   | ポーランド       | 5–1          | Friendly                                |
| 15                            | 1991年9月4日   | ナールドニー・フトバロヴィー・シュタディオーン, ブラチスラヴァ | チェコスロバキア | 2–1          | UEFA EURO '92予選                       |
| 16                            | 1991年9月4日   | ナールドニー・フトバロヴィー・シュタディオーン, ブラチスラヴァ | チェコスロバキア | 2–1          | UEFA EURO '92予選                       |
| 17                            | 1991年10月12日 | エスタディオ・ベニート・ビジャマリン, セビリア                 | スペイン         | 2–1          | UEFA EURO '92予選                       |
| 18                            | 1992年3月25日  | パルク・デ・プランス, パリ                                     | ベルギー         | 3–3          | 親善試合                                |
| 19                            | 1992年3月25日  | パルク・デ・プランス, パリ                                     | ベルギー         | 3–3          | 親善試合                                |
| 20                            | 1992年6月5日   | スタッド・フェリックス・ボラール, ランス                       | オランダ         | 1–1          | 親善試合                                |
| 21                            | 1992年6月10日  | ロースンダ・スタディオン, ストックホルム                       | スウェーデン     | 1–1          | UEFA EURO '92                           |
| 22                            | 1992年6月17日  | スウェドバンク・スタディオン, マルモ                           | デンマーク       | 1–2          | UEFA EURO '92                           |
| 23                            | 1992年10月14日 | パルク・デ・プランス, パリ                                     | オーストリア     | 2–0          | 1994 FIFAワールドカップ・ヨーロッパ予選 |
| 24                            | 1992年11月14日 | パルク・デ・プランス, パリ                                     | フィンランド     | 2–1          | 1994 FIFAワールドカップ・ヨーロッパ予選 |
| 25                            | 1993年3月27日  | エルンスト・ハッペル・シュターディオン, ウィーン               | オーストリア     | 1–0          | 1994 FIFAワールドカップ・ヨーロッパ予選 |
| 26                            | 1993年7月28日  | Stade Michel d'Ornano, カーン                                  | ロシア           | 3–1          | 親善試合                                |
| 27                            | 1993年9月8日   | Ratina Stadion, タンペレ                                       | フィンランド     | 2–0          | 1994 FIFAワールドカップ・ヨーロッパ予選 |
| 28                            | 1994年3月22日  | スタッド・ジェルラン, リヨン                                   | チリ             | 3–1          | 親善試合                                |
| 29                            | 1994年5月29日  | 国立競技場, 東京                                               | 日本             | 4–1          | キリンカップ                            |
| 30                            | 1994年12月13日 | Hüseyin Avni Aker Stadium, トラブゾン                          | アゼルバイジャン | 2–0          | UEFA EURO '96予選                       |
| Correct as of 1 December 2014 |                |                                                                |                  |              |                                         |

## タイトル

### クラブ
ブルージュ
- ベルギーカップ: 1986

マルセイユ
- リーグ・アン: 1988–89, 1989–90, 1990–91, 1991–92
- フランスカップ: 1988–89
- チャンピオンズカップ 準優勝: 1990–91

A.C.ミラン
- セリエA: 1992–93, 1993–94
- スーペルコッパ・イタリアーナ: 1992
- UEFAチャンピオンズリーグ: 1993–94

FCバイエルン
- UEFAカップ: 1995–96

ボルドー
- クープ・ドゥ・ラ・リーグ 準優勝:1996-97, 1997-98

### フランス代表
- キリンカップ: 1994
- FIFA World Cup 3位: 1986

### 個人タイトル
- リーグ・アン 得点王: 1987–88, 1988–89, 1989–90, 1990–91, 1991–92
- チャンピオンズカップ 得点王: 1989-90, 1990-91. 19991-92
- Onze de Bronze: 1989, 1990, 1992
- Onze d'Or: 1991
- バロンドール: 1991
- FIFA World Player of the Year – Silver award: 1991
- IFFHS World's Top Goal Scorer of the Year: 1991
- FIFA XI: 1997, 1998, 1999[29]
- FIFA 100: 2004
- Named Joueur du Siècle (player of the century) of Olympique de Marseille
- Trophées UNFP du football#Équipe type spéciale 20 ans des trophées UNFP|Équipe type spéciale 20 ans des trophées UNFP: 2011
- Golden Foot: 2013, as football legend
- The Dream Team 110 years of マルセイユ : 2010[30]